# Umaid Singh
Umaid Singh (Jodhpur, 8 luglio 1903 – Jodhpur, 9 giugno 1947) fu maharaja di Jodhpur dal 1918 al 1947.

## Biografia
Figlio secondogenito del maharaja sir Sardar Singh, egli succedette a suo fratello maggiore il maharaja sir Sumair Singh alla morte di questi nel 1918; nel 1922 prestò servizio come aiutante di campo del Principe di Galles (futuro Edoardo VIII del Regno Unito).
Regnando inizialmente sotto la reggenza del prozio Pratap Singh sino al 1923, quando venne formalmente investito del titolo di maharaja da Lord Reading. Durante il suo regno, sir Umaid Singh riformò e riorganizzò lo Stato di Jodhpur sotto l'aspetto delle forze militari e l'apparato giudiziario, estendendo anche l'istruzione primaria e stabilendo anche un sistema pensionistico per gli impiegati statali.
Morì nella sua residenza sul Monte Abu il 9 giugno 1947 dopo 29 anni di regno. La causa del decesso fu un attacco acuto di appendicite che lo colse mentre era alla caccia alla tigre.

## Onorificenze

### Posizioni militari onorarie
| Forza militare | Unità        | Posizione        | Anno |
| -------------- | ------------ | ---------------- | ---- |
| British Army   | British Army | Tenente generale |      |